# Oliver Ziegenbalg
Oliver Ziegenbalg (* 19. September 1971 in Böblingen, Baden-Württemberg) ist ein deutscher Drehbuchautor und Regisseur.

## Leben
Oliver Ziegenbalg begann 1991 sein Studium der Wirtschaftsmathematik an der Universität Karlsruhe, das er 1998 abschloss. Parallel dazu studierte er von 1995 bis 1999 an der Hochschule für Gestaltung in Karlsruhe Medienkunst/Film.
Nach seinem Studium zog Oliver Ziegenbalg nach Berlin, wo er bis heute lebt und als Drehbuchautor arbeitet. Er hat für bekannte Fernsehserien wie Ein Fall für zwei geschrieben und verfasste zudem die Drehbücher zu Kinofilmen, darunter die Komödie 1½ Ritter (2008) von und mit Til Schweiger sowie im selben Jahr für Sven Unterwaldt die Das Boot-Parodie U-900 mit Atze Schröder. Weitere Kinofilme, für die Oliver Ziegenbalg als Drehbuchautor verantwortlich zeichnet, sind 13 Semester (2009) und die deutsch-amerikanische Komödie Friendship! mit Matthias Schweighöfer in der Hauptrolle.
Sein Drehbuch zum Film Russendisko nach dem Kurzgeschichtenband von Wladimir Kaminer wurde im Frühjahr 2011 verfilmt. Nachdem der ursprüngliche Regisseur Oliver Schmitz das Projekt nach fünf Drehtagen verlassen hatte, sprang Ziegenbalg auch als Regisseur ein. Der Film kam im März 2012 in die Kinos.
Beim Kinofilm 25 km/h (2018) war Ziegenbalg als Drehbuchautor und erstmals auch als Produzent tätig.

## Filmografie
- 2003: Ein Fall für zwei (Fernsehserie, eine Folge)
- 2004: Bei hübschen Frauen sind alle Tricks erlaubt (Fernsehfilm)
- 2007: Kein Bund für’s Leben
- 2008: 1. Mai – Helden bei der Arbeit
- 2008: 1½ Ritter – Auf der Suche nach der hinreißenden Herzelinde
- 2008: U-900
- 2009: 13 Semester
- 2010: Friendship!
- 2012: Russendisko
- 2015: Frau Müller muss weg!
- 2015: Becks letzter Sommer
- 2016: Kundschafter des Friedens
- 2017: Mein Blind Date mit dem Leben
- 2018: 25 km/h
- 2019: Roads
- 2021: The Billion Dollar Code
- 2023: One for the Road

## Schriften
- mit Jochen Ziegenbalg und Bernd Ziegenbalg: Algorithmen von Hammurapi bis Gödel – Mit Beispielen aus den Computeralgebrasystemen Mathematica und Maxima. Springer Spektrum, Wiesbaden, 2016 (4. Auflage), ISBN 978-3-658-12362-8